# Vorticitet

Jämförande illustration av vorticitetsbegreppet. Till vänster är vorticiteten. I det högra markerade området roterar punkterna omkring sitt gemensamma masscentrum medan hela området rör sig med flödet. I detta fall är vorticiteten.

Vorticitet är ett begrepp inom kontinuummekanik för ett pseudovektorfält som beskriver den lokala roterande rörelsen omkring en viss punkt; tendensen att rotera, som upplevd i den punkten av en observatör som rör sig med flödet. Det är en viktig storhet inom fluiddynamik och ger en praktisk utgångspunkt för förståelsen av en rad viktiga komplexa flödesfenomen, som bildandet och rörelsen av toroidala virvlar.
Begreppet är bildat från latinets och engelskans vortex, virvel.
Matematiskt är vorticiteten {\displaystyle {\vec {\omega }}} definierad som rotationen av flödeshastigheten {\displaystyle {\vec {u}}}:
{\displaystyle {\vec {\omega }}\equiv \nabla \times {\vec {u}}\,,}
där {\displaystyle \nabla } är nablaoperatorn. Konceptuellt kan {\displaystyle {\vec {\omega }}} bestämmas genom att man markerar delar av ett kontinuum lokalt omkring den studerade punkten för att sedan följa delarnas relativa förflyttning under rörelsen med flödet. Vorticiteten {\displaystyle {\vec {\omega }}} blir då den dubbla vinkelhastighetsvektorn för dessa partiklar relativt masscentrum, orienterat med hjälp av högerhandsregeln.
I ett tvådimensionellt flöde är {\displaystyle {\vec {\omega }}} alltid vinkelrät mot flödets plan, och kan därför betraktas som ett skalärfält.

## Exempel
I en kontinuummassa som roterar som en fast kropp är vorticiteten dubbla vinkelhastighetsvektorn för rotationen. Detta gäller till exempel i kärnan för en Rankinevirvel.
Vorticiteten kan vara skild från noll även när alla partiklar flödar längs raka, parallella strömlinjer, om det finns ett skjuvflöde, det vill säga, om flödeshastigheten varierar mellan olika strömlinjer. Som exempel rör sig alla partiklar i det laminära flödet i ett rör med konstant tvärsnittsarea parallellt med rörets axel, men fortare närmare axeln och i princip stillastående närmast väggarna. Vorticiteten blir noll på axeln och maximal närmast väggarna, där skjuvningen är störst.
Omvänt kan ett flöde ha noll vorticitet även då dess partiklar rör sig i krökta banor. Ett exempel är den ideala ickeroterande virveln, där de flesta partiklarna roterar omkring någon rak axel med hastighet omvänt proportionell mot avståndet till den axeln. Ett litet utsnitt ur kontinuumet som inte överlappar axeln kommer att roteras i ett avseende men skjuvas i motsatt riktning, på sådant sätt att den genomsnittliga vinkelhastigheten omkring "masscentrum" är noll.
| Exempelflöden: |                                |                              |
| |                                |                              |
| Stelkroppsliknande virvel v ∝ r | Parallellt flöde med skjuvning | Ickeroterande virvel v ∝ 1⁄r |
| där v är flödeshastigheten, r är avståndet till virvelns centrum och ∝ indikerar proportionalitet. Absoluta hastigheter omkring den markerade punkten: |                                |                              |
| |                                |                              |
| Relativa hastigheter (förstorade) omkring den markerade punkten                                                                                        |                                |                              |
| |                                |                              |
| Vorticitet ≠ 0 | Vorticitet ≠ 0                 | Vorticitet = 0               |
Ett annat sätt att visualisera vorticitet är att föreställa sig att en liten del av kontinuumet ögonblickligen blir solitt och resten av flödet försvinner. Om den nya lilla solida partikeln roterar och inte bara rör sig med flödet har flödet vorticitet.

## Matematisk definition
Matematiskt definieras vorticiteten för ett tredimensionellt flöde som ett pseudovektorfält, vanligen betecknat {\displaystyle {\vec {\omega }}}, definierat som rotationen av hastighetsfältet {\displaystyle {\vec {v}}} som beskriver kontinuumrörelsen. I kartesiska koordinater:
{\displaystyle {\begin{aligned}{\vec {\omega }}=\nabla \times {\vec {v}}&={\begin{pmatrix}{\dfrac {\partial }{\partial x}}&\,{\dfrac {\partial }{\partial y}}&\,{\dfrac {\partial }{\partial z}}\end{pmatrix}}\times {\begin{pmatrix}v_{x}&v_{y}&v_{z}\end{pmatrix}}\\[6px]&={\begin{pmatrix}{\dfrac {\partial v_{z}}{\partial y}}-{\dfrac {\partial v_{y}}{\partial z}}&\quad {\dfrac {\partial v_{x}}{\partial z}}-{\dfrac {\partial v_{z}}{\partial x}}&\quad {\dfrac {\partial v_{y}}{\partial x}}-{\dfrac {\partial v_{x}}{\partial y}}\end{pmatrix}}\,.\end{aligned}}}
Uttryckt i ord säger vorticiteten hur hastighetsvektorn ändras när man rör sig en infinitesimal sträcka vinkelrätt mot hastighetsvektorn. 
I ett tvådimensiononellt flöde där hastigheten är oberoende av {\displaystyle z}-koordinaten och inte har någon {\displaystyle z}-komponent, är vorticitetsvektorn alltid parallell med {\displaystyle z}-axeln. Den kan då formuleras som ett skalärfält multiplicerat med en konstant enhetsvektor {\displaystyle {\hat {z}}}:
{\displaystyle {\begin{aligned}{\vec {\omega }}=\nabla \times {\vec {v}}&={\begin{pmatrix}{\dfrac {\partial }{\partial x}}&\,{\dfrac {\partial }{\partial y}}&\,{\dfrac {\partial }{\partial z}}\end{pmatrix}}\times {\begin{pmatrix}v_{x}&v_{y}&v_{z}\end{pmatrix}}\\[6px]&=\left({\frac {\partial v_{y}}{\partial x}}-{\frac {\partial v_{x}}{\partial y}}\right){\hat {z}}\,.\end{aligned}}}
Vorticiteten är även med hjälp av Stokes sats relaterad till flödets cirkulation, kurvintegralen av hastigheten längs en sluten kurva. För alla infinitesimala ytelement C med normalvektor {\displaystyle {\vec {n}}} och area {\displaystyle dA} är cirkulationen {\displaystyle d\Gamma } längs omkretsen av {\displaystyle C} skalärprodukten {\displaystyle {\vec {\omega }}\cdot ({\vec {n}}\,dA)} där {\displaystyle {\vec {\omega }}} är vorticiteten i mitten av {\displaystyle C}.